# Tawagalawa
Tawagalawa (auch Tawakalawa) ist der Name des „Bruders“ eines Königs von Aḫḫijawa in hethitischer Schreibweise. An dessen namentlich nicht genannten Bruder ist ein Brief des hethitischen Großkönigs, wahrscheinlich Ḫattušili III. (ca. 1266–1236 v. Chr.), gerichtet, der als Tawagalawa-Brief bezeichnet wird und in dem unter anderem die Auslieferung des Pijamaradu gefordert wird. In der jüngeren Forschung wird angenommen, dass Tawagalawa womöglich selbst König von Aḫḫijawa war.